# Panaiot-Volovo, Șumen
Panaiot-Volovo (în bulgară Панайот-Волово) este un sat în comuna Șumen, regiunea Șumen,  Bulgaria. 

## Demografie
Componența etnică a satului Panaiot-Volovo
     Turci (3,19%)
     Bulgari (95,39%)
     Nicio identificare (1,41%)
     Altele (0%)
La recensământul din 2011, populația satului Panaiot-Volovo era de 282 locuitori. Din punct de vedere etnic, majoritatea locuitorilor (95,39%) erau bulgari, cu o minoritate de turci (3,19%). Pentru 1,41% din locuitori nu este cunoscută apartenența etnică.